# Kontinentální blokáda

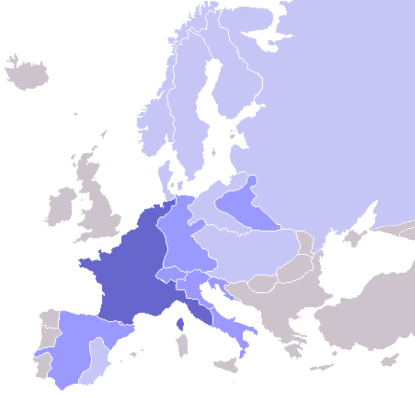
Evropa v roce 1811.
Francouzské císařství
Satelitní státy
Země uplatňující kontinentální blokádu

Kontinentální blokáda (též kontinentální systém) byl zákaz obchodu s Velkou Británií, kterým se Napoleonova Francie v letech 1806–1814 snažila Británii poškodit a vyloučit z evropského obchodu. Napoleon tím reagoval na britskou blokádu francouzských přístavů z května 1806. Zákaz obchodovat se zbožím pocházejícím z Británie nebo jejích kolonií, vyhlášený Berlínským dekretem 21. listopadu 1806, platil i v dalších evropských zemích, závislých na Francii. Hospodářské dopady Británie oslabila pašeráctvím a neúspěšné vynucování blokády ve vazalských zemích vyústilo roku 1812 v Napoleonovo ruské tažení.

## Vstup do napoleonských válek

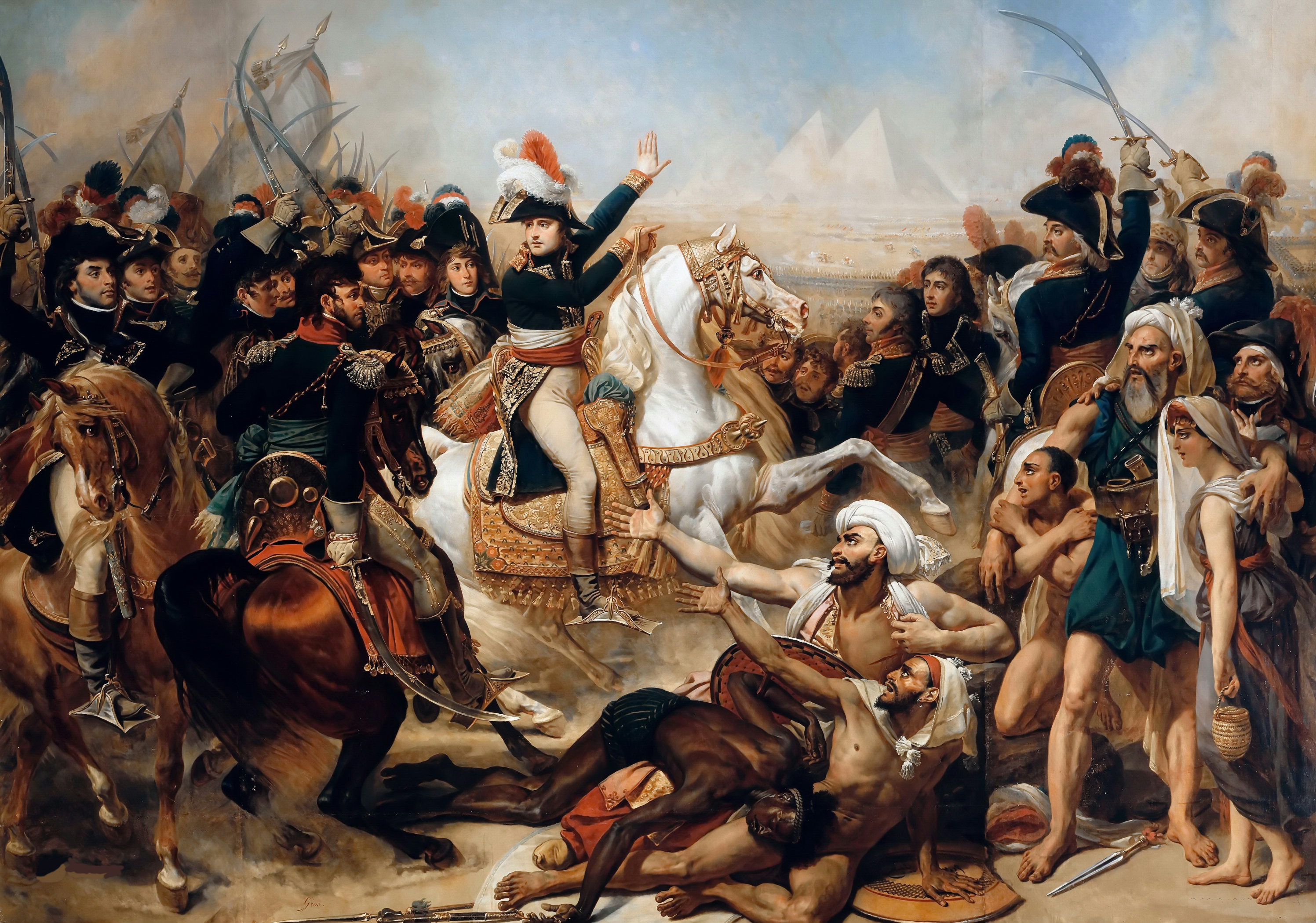
Antoine–Jean Gros: Bitva u pyramid 21. července 1798.

Velká Británie byla po celou dobu napoleonských válek úhlavním nepřítelem Francie a největším iniciátorem všech protifrancouzských koaličních paktů. Obě strany však jen pokračovaly ve svém soupeření o nadvládu nad Evropou, světovými moři a zámořskými územími, starém již řadu staletí. Také Francouzi se před revolucí roku 1789, v jejím průběhu i krátce po ní snažili Brity porazit. Přímá vojenská invaze na britské území však nebyla v jejich silách, a tak se v roce 1798 uskutečnilo Bonapartovo tažení do Egypta, kterým měla být Británie odříznuta od svých blízkovýchodních a indických kolonií.
Zásluhou admirála Nelsona a také formováním druhé protifrancouzské koalice (Velká Británie, Rusko, Rakousko, Turecko, Portugalsko, Neapolsko a Papežský stát) však bylo egyptské tažení bezvýsledné a úsilí Francie se obrátilo zpět do Evropy. V roce 1799 z koalice vystoupilo Rusko a 14. června 1800 bylo v bitvě u Marenga poraženo Rakousko. Británie sice zaznamenala úspěchy (dobytí strategicky významné Malty a rozšíření indických kolonií), avšak ztratila své hlavní kontinentální spojence a 27. března 1802 přistoupila na Amienskou mírovou smlouvu s Francií.
Období míru (či spíše „studené války“ ) využil Napoleon ke stabilizaci vnitřních poměrů Francie a také k jejímu hospodářskému rozvoji. Věnoval velkou pozornost rozvoji průmyslového a obchodního podnikání a v souvislosti s tím i bankovnictví.

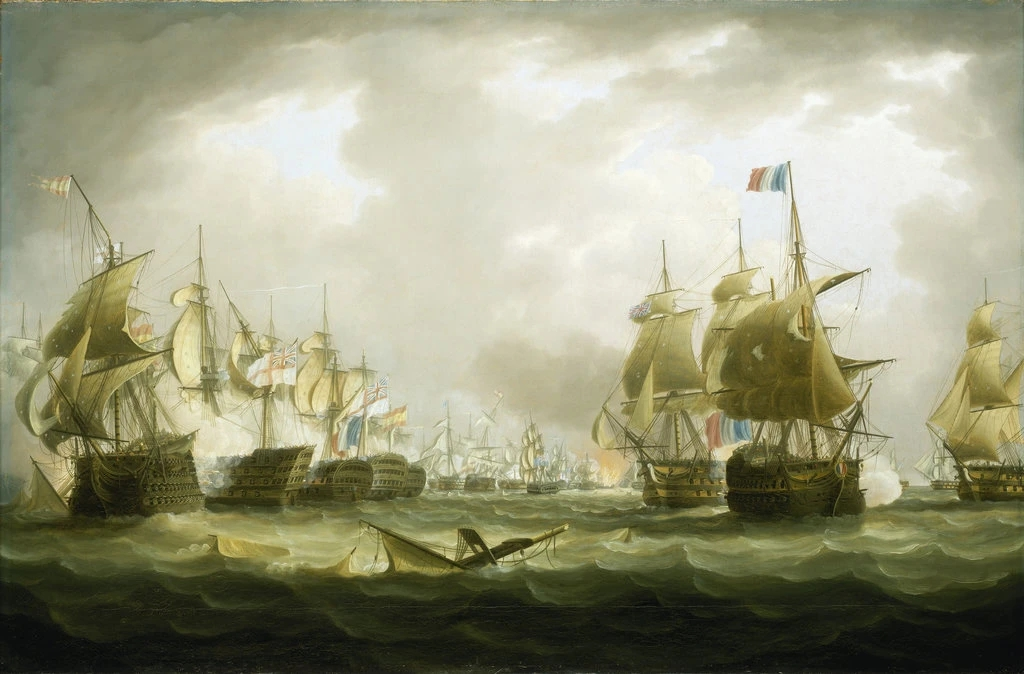
Thomas Buttersworth: Bitva u Trafalgaru 21. 10. 1805.

Růst moci Francie a obsazení Itálie francouzskými armádami považovala Velká Británie za přímé ohrožení svých zájmů, a tak vyhledala spojence k třetí protifrancouzské koalici (Rusko, posléze Švédsko, Neapolsko a Rakousko). Dne 18. května 1803 znovu vypověděla Francii válku. Napoleon tentokrát soustředil v Boulogni velké vojsko, které bylo určeno k invazi na britské ostrovy. K této operaci potřeboval získat převahu na moři, a proto povolal loďstvo ze středomořských přístavů. V rozhodující námořní bitvě u mysu Trafalgar (21. října 1805) však došlo k zničení francouzsko–španělské eskadry a Británie se stala na více než sto let „vládkyní moří“.
Na pevnině byly armády britských spojenců, Ruska a Rakouska poraženy v bitvě u Slavkova 2. prosince 1805 a Rakousko bylo nuceno přistoupit na separátní Bratislavskou mírovou smlouvu (26. prosince 1805), jejímž uzavřením ztratilo část svého území a muselo platit vysoké reparace.
Napoleon obklopil Francii novými vazalskými monarchiemi (např. Holandsko, Neapolsko, Neuchâtel, Berg), na jejichž trůny dosadil příslušníky své rodiny. V roce 1806 vytvořil z ovládnutých německých států Rýnský spolek a jmenoval se jeho protektorem. S touto situací bylo velmi nespokojeno Prusko, jež získalo kromě Británie také podporu Ruska, Saska a Švédska. Vznikla tak čtvrtá protifrancouzská koalice. Pruská armáda však byla během jednoho měsíce poražena a 27. října Napoleon vstoupil do Berlína.

## Berlínský dekret

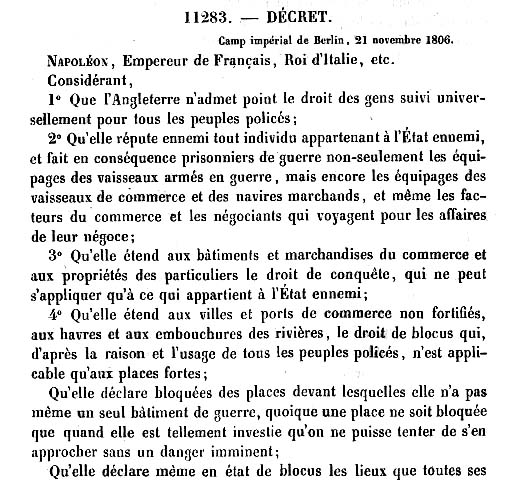
Berlínský dekret (1. strana)

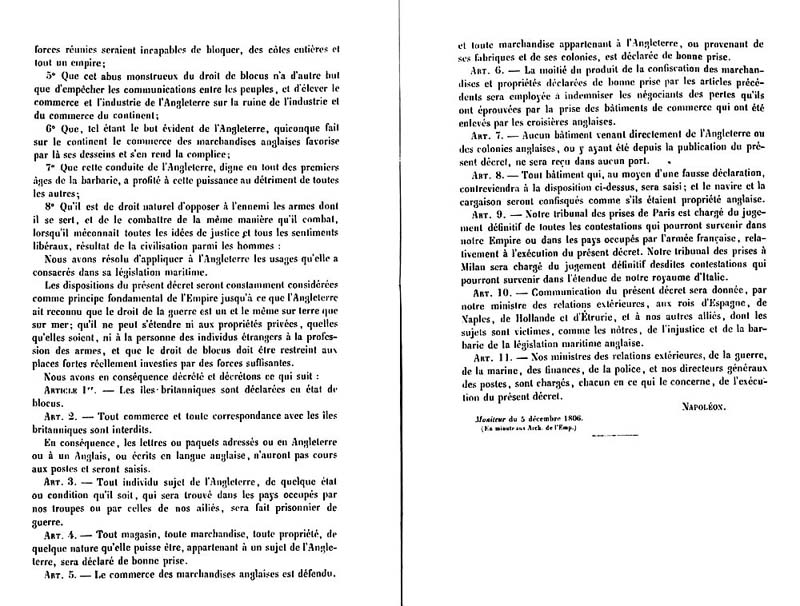
Berlínský dekret (2. a 3. strana)

V Berlíně vydal Napoleon dne 21. listopadu 1806 tzv. Berlínský dekret, jímž v podstatě zavedl kontinentální blokádu (nazývanou též kontinentálním systémem).
Hospodářská blokáda jako prostředek boje proti nepříteli nebyla zcela novým nástrojem. Velká Británie již v roce 1793, když vypukla první válka proti revoluční Francii, vyhlásila blokádu francouzského pobřeží. Francie naopak zakázala dovoz anglického zboží. Také za Napoleona byl tento zákaz potvrzen a ještě nedávno před Berlínským dekretem, 22. února 1806 císař opět otevřeně deklaroval svoji protekcionářskou politiku, když zakázal dovoz celulózy a příze odkudkoli.
Význam Berlínského dekretu však spočíval v tom, že na vrcholu Napoleonovy moci se Francouzská říše rozkládala v Evropě od Pyrenejí až k Rýnu. Napoleonovi pak více či méně podléhaly (jako vazalské státy nebo nerovní spojenci) země téměř celé kontinentální Evropy, kromě Portugalska, Švédska, Ruska, Turecka a některých středomořských ostrovů (Sardinie, Sicílie, Malty, Kréty). Mezi Portugalskem a Švédskem neexistoval jediný nezávislý stát, který by se připojil na stranu Velké Británie.
A v této situaci se naskytla Napoleonovi příležitost k co nejúčinnějšímu zruinování „národa kramářů“. Chtěl Brity zbavit všech evropských odbytišť, a tak je porazit. Napoleon sám charakterizoval svůj plán takto: „Chci dobýt moře mocí země.“ Právě za tímto účelem vydal 21. listopadu 1806 zmíněný Berlínský dekret.
První článek dekretu zněl: „Nad všemi britskými ostrovy se vyhlašuje stav blokády.“ Článek druhý: „Veškerý obchod a všechna korespondence s britskými ostrovy jsou zakázány.“ Dále Napoleon v dekretu nařídil konfiskaci všeho zboží pocházejícího z Velké Británie nebo z jejích kolonií a uzavřel francouzské přístavy všem britským lodím.
Napoleon však v zájmu své země povolil dovoz malého a nezbytně nutného množství britského zboží do Francie. Zároveň ovšem musel francouzský dovozce vyvézt zpátky do Británie zboží minimálně stejné hodnoty. Následkem pašování se na blokádě mnoho vlivných lidí francouzského císařství nezákonně obohatilo. Napoleon takovéto prohřešky většinou tvrdě trestal – například maršálu Massénovi (poté, co ten odmítl věnovat 1 milion franků na pařížskou Invalidovnu) nechal zabavit všechen jeho peněžitý majetek (3 miliony franků).
Systém kontinentální blokády zavedl Napoleon nejen ve Francii, ale i ve všech zemích svých spojenců. Pojistil si jej smlouvami s každou spojeneckou zemí a pak tvrdě a důrazně trval na jeho důsledném dodržování. Tak mohli být Britové nepřímo oslabeni ještě před přímým vojenským útokem.
Vzhledem k potřebě evropských trhů pro export svých výrobků a získávání některých surovin znamenalo takovéto opatření pro Velkou Británii značné ohrožení. Na postupné uzavírání evropských trhů britským výrobkům reagovala tím, že rozšířila svou dosavadní blokádu severofrancouzských přístavů na celé evropské pobřeží od Brestu až po ústí Labe.

### Rozšíření blokády

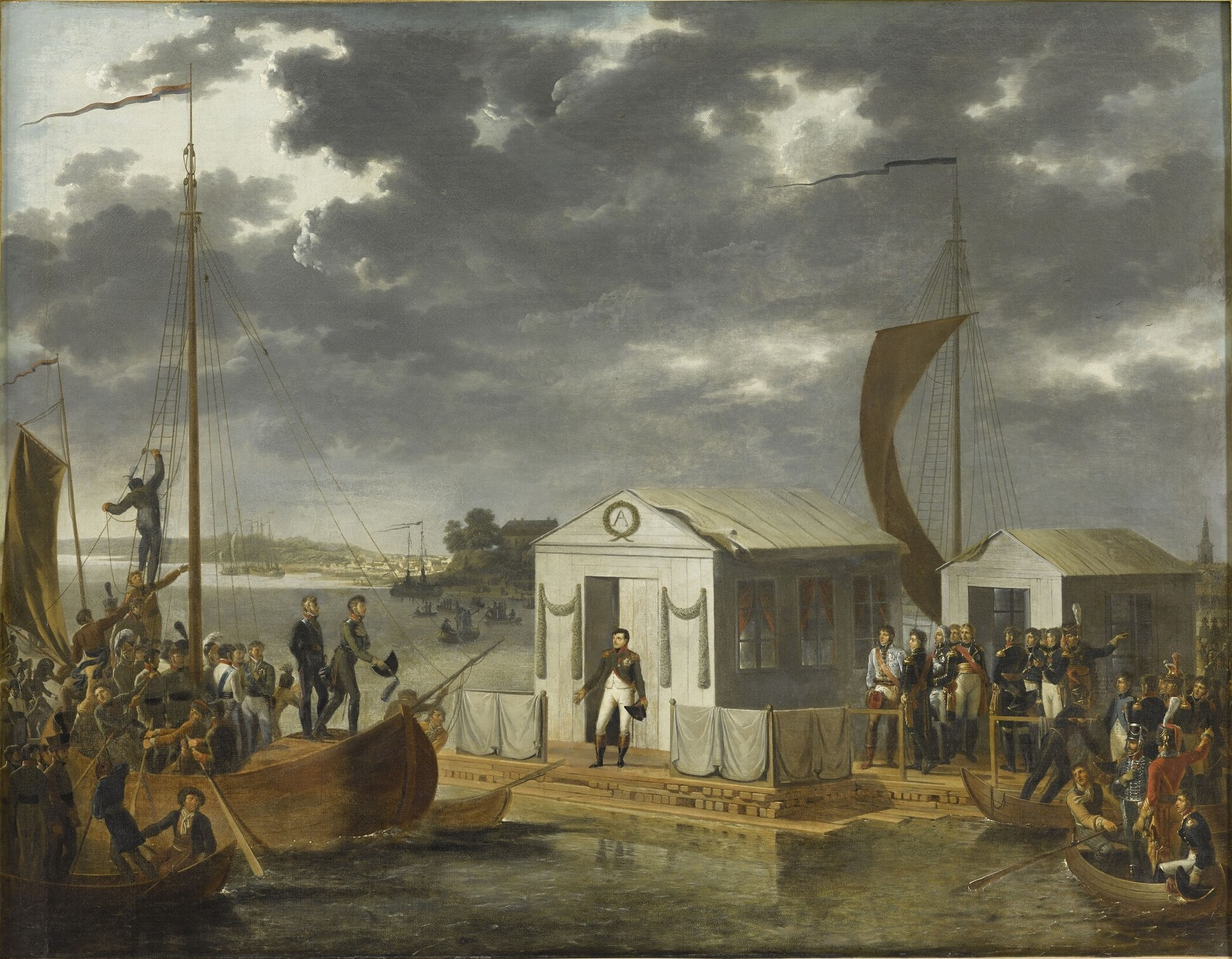
Adolphe Roehn: Setkání Napoleona s Alexandrem na řece Němen 25. 6. 1807.

Hospodářská blokáda Británie mohla přinést podstatné výsledky jen v případě, že celá Evropa bude pod trvalou mocenskou kontrolou Francie. Prvním úkolem tedy bylo vyřešit otázku Pruska. 22. října 1806 obdržel Napoleon od pruského krále Bedřicha Viléma III. žádost o mír. Francouzský císař však v průběhu jednání stále měnil podmínky a stupňoval požadavky. Mezitím postoupila armáda ruského cara Alexandra I. do Polska a Napoleon jí musel čelit. V bitvách u Jílového (8. února 1807) a Friedlandu (14. června 1807) byli Rusové (se zbytky vojsk pruských) poraženi a čtvrtá protifrancouzská koalice skončila uzavřením mírové smlouvy v Tylži (7. července 1807).
Rusko tak uznalo vznik nových státních útvarů (závislých na Francii) ve střední a západní Evropě a také se zavázalo ke spojenectví proti Británii, pokud by pokračovala ve válce. Navíc se muselo připojit ke kontinentální blokádě, přestože právě obchod s Británií tvořil hlavní položku ruského zahraničního obchodu. Pro Prusko znamenaly podmínky mírové smlouvy ztrátu značné části území a také připojení ke kontinentální blokádě.
Po Tylžském míru byl Napoleon na vrcholu své moci. Na uzavření mírové smlouvy reagovala burza v srpnu a září 1807 největším zvýšením kurzů akcií za celou předchozí a ještě více následující dobu. Navíc si Napoleon činil naděje, že Anglii bude znemožněn vstup do Baltského moře a tím přerušen důležitý dovoz především obilí, lnu a potřeb pro výrobu lodí.
Když Velká Británie vydala v listopadu 1807 dekret, jímž diktovala všem neutrálním lodím povinnost zakotvit v britském přístavu a vykoupit si značnými náklady licenci k plavbě, Napoleon na to reagoval Milánským dekretem z prosince 1807, v němž vyhlásil konfiskaci všech neutrálních lodí, které by byly v jakémkoliv styku s Brity.

## Hospodářské dopady blokády

### Velká Británie

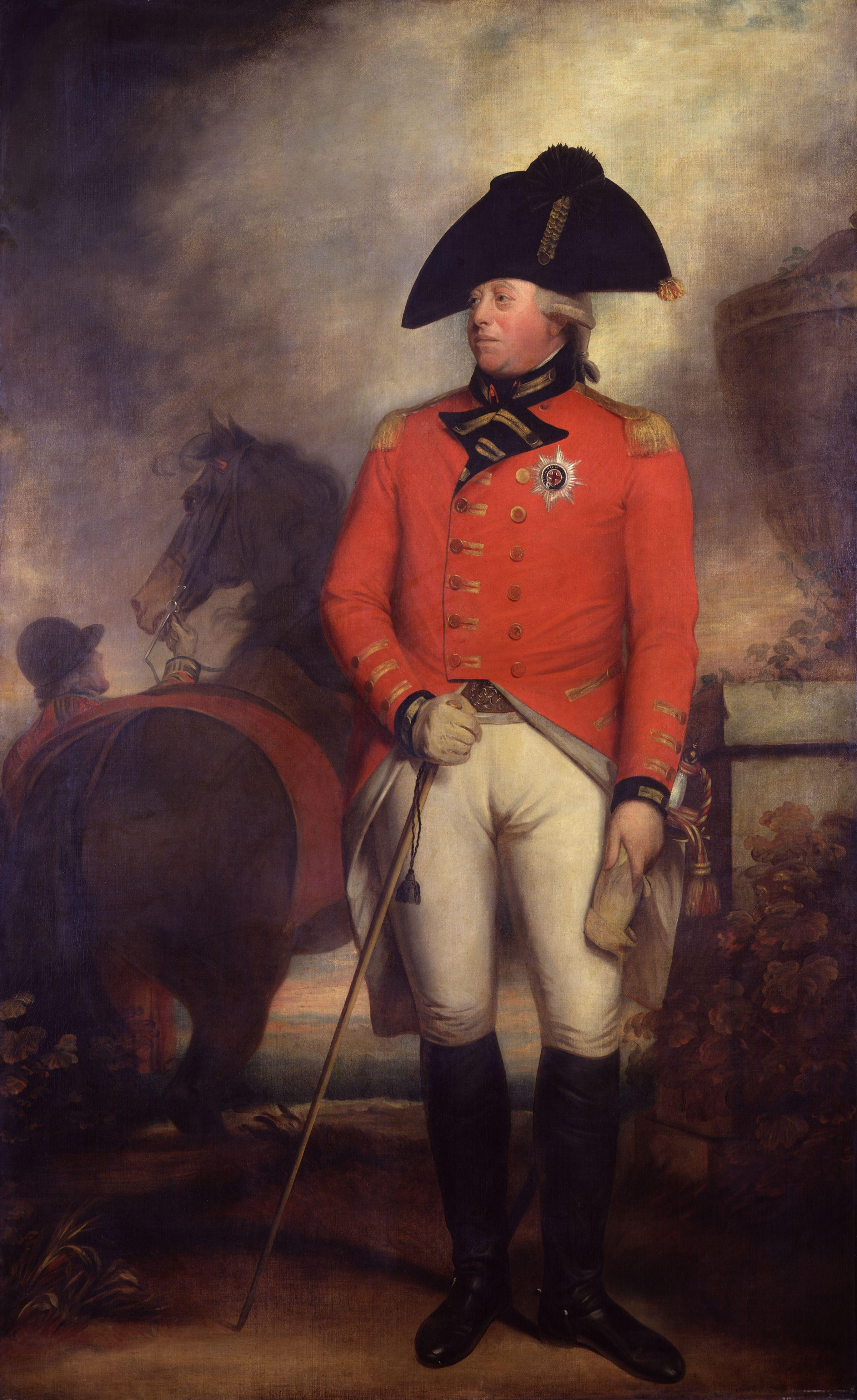
William Beechey: britský král Jiří III. asi roku 1800.

Velká Británie, silně závislá na zahraničním obchodu, byla kontinentální blokádou značně poškozena. V roce 1808 a znovu v letech 1811–1812 vyvolala tato obchodní válka krizi britského zahraničního obchodu. Skladiště byla přeplněna domácími výrobky a ve městech narůstala nezaměstnanost. Všeobecný úpadek zaviňoval každý měsíc několik set bankrotů, tříprocentní státní papíry klesly hluboko pod kurs až na hodnotu 65, cena obilí vystoupila až na 193 šilinků, což byla válečná cena ještě dávno před mírem v Amiensu.
Britové však zahájili velký podloudný obchod – zboží se pašovalo s vysokými zisky a zpravidla s tichým souhlasem podplacených místních úředníků. Jako překladiště sloužil ostrov Helgoland proti ústí Labe, řecký přístav Soluň a ostrov Malta. Navíc si anglická exportní ekonomika pomohla i značným vzestupem obchodu s oblastmi nepostiženými kontinentálním systémem, jako byla Asie, Afrika, Latinská Amerika a Blízký východ. Souhrnný objem anglického exportu vzrostl z 21,7 milionu liber (1794–1796) na 27,5 milionu liber (1804–1806) a na 44,4 milionu liber (1814–1816).
Dalším výrazným faktorem podporujícím britskou ekonomiku byl rozvoj průmyslové revoluce. Výroba surového železa stoupla z 68 tisíc tun (1788) na 244 tisíc tun (1806) a dále na 325 tisíc tun (1811). Výrazně se rozvíjelo také bavlnářství, jehož produkty se v roce 1815 staly nejrozšířenějším britským vývozním artiklem. Vládní zbrojní zakázky stimulovaly obchod se železem, ocelí, uhlím a dřevem, zatímco zastavení importu z Evropy vedlo k růstu cen potravin a větším ziskům v zemědělství.
Obrovské válečné výdaje samozřejmě musely být provázeny zvýšením daňového zatížení. Např. příjmy z cel a ze spotřební daně se vyšplhaly z 13,5 milionu liber (1793) na 44,8 milionu liber (1815) a výnos z nově zavedené daně z příjmu a majetkové daně vzrostl z 1,67 milionu liber (1799) na 14,6 milionu liber (1815). V období let 1793 až 1815 zajistila britská vláda z přímých i nepřímých daní celkem 1,217 miliardy liber a dalších 440 milionů liber získala formou půjček na peněžních trzích (v kritických závěrečných letech války přesahovaly roční půjčky 25 milionů liber). Státní dluh tak vzrostl z 228 milionů liber (1793) na 876 milionů liber (1816).

### Francie

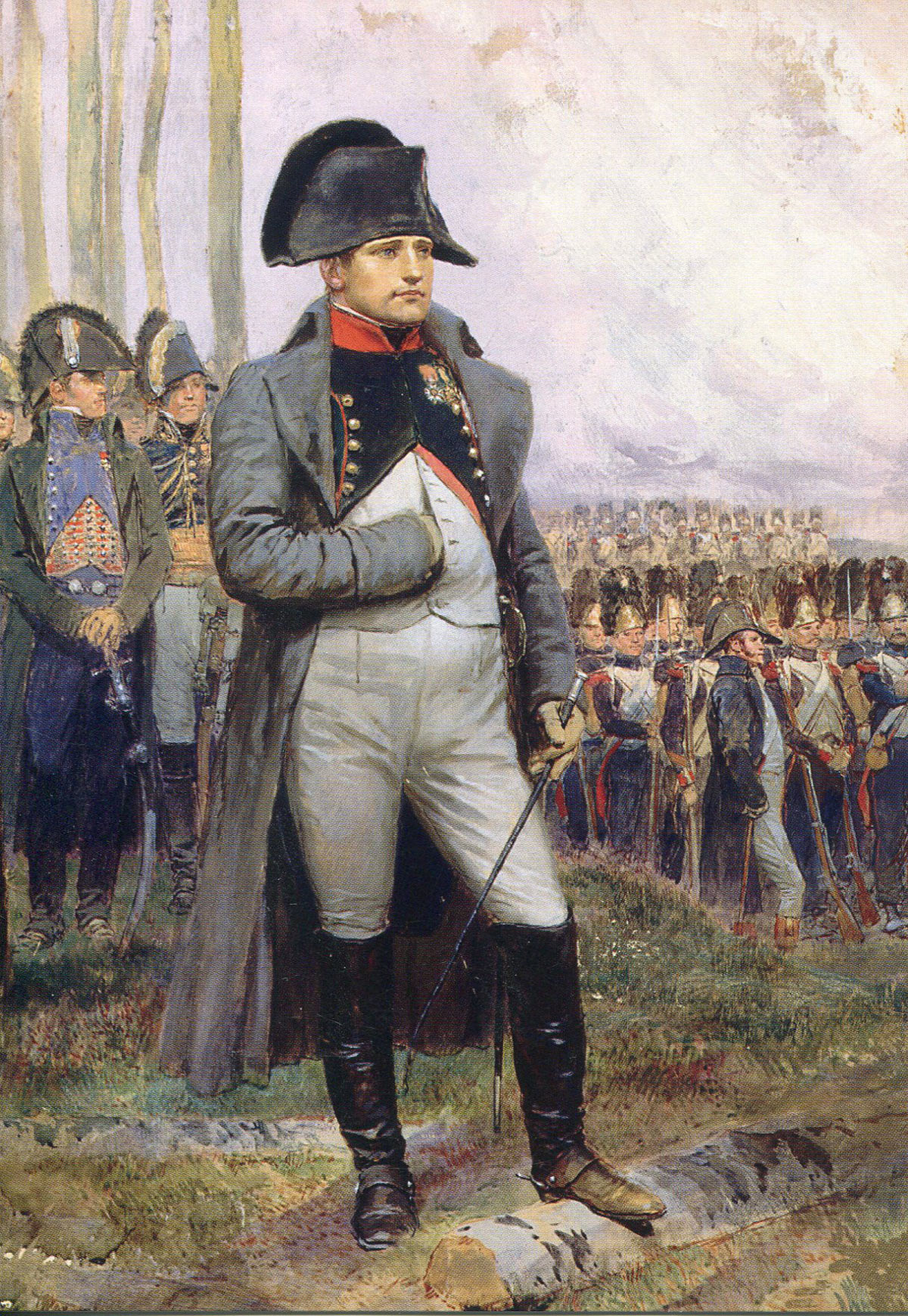
Édouard Detaille: Francouzský císař Napoleon v roce 1806.

Z francouzských trhů vymizelo koloniální zboží, země byla odříznuta od svých kolonií a ztratila zámořská obchodní spojení. Roku 1806, kdy dosáhl zahraniční obchod v tomto období svého vrcholu, byl jeho obrat stále ještě o 16 % nižší, než před revolucí. Zatímco v letech 1781–1790 představoval průměrný roční objem francouzského vývozu 450 milionů livrů, v období let 1802–1813 to bylo jen 355 milionů. Docházelo k úpadku velkých přístavů, např. v Marseille v období 1789 až 1813 poklesla průmyslová výroba na jednu čtvrtinu. Naopak oblasti na severu a východě Francie, např. Alsasko, těžily z poměrně bezpečného suchozemského obchodu.
| Rok  | Dovoz | Vývoz | Celkový obrat |
| ---- | ----- | ----- | ------------- |
| 1787 | 590   | 518   | 1108          |
| 1799 | 253   | 300   | 553           |
| 1806 | 477   | 456   | 933           |
| 1814 | 239   | 346   | 585           |

V letech 1800–1809 zaznamenal francouzský průmysl období prosperity a počátků průmyslové revoluce v textilních odvětvích. Zatímco bavlnářství se potýkalo s nedostatkem surovin, produkce vlnařského průmyslu vzrostla oproti předrevoluční době čtyřnásobně. Docházelo k rozkvětu výroby luxusního zboží a pozoruhodně vzrostla výroba i v některých odvětvích těžkého průmyslu – v chemickém průmyslu, v těžbě uhlí (proti předrevolučnímu období asi třikrát) a v metalurgii (čtyřikrát). Francouzský průmysl jako celek však pro nedostatek surovin, nízkou technickou úroveň i dopravní potíže nebyl schopen plně využít evropského trhu.
Schopnost Francie financovat své obrovské válečné výdaje byla pozoruhodná. Zatímco v roce 1801 dosáhl státní rozpočet výše 550 milionů livrů, roku 1813 to bylo 1 264 milionů. Vojenské výdaje přitom představovaly tři čtvrtiny státního rozpočtu. Jejich výše už v roce 1807 dosahovala přinejmenším 462 milionů franků a v roce 1813 dokonce 817 milionů franků.
Přímé daně byly v zemi neoblíbené, a nemohly proto být výrazně zvyšovány. Napoleon se tedy vrátil k daním z tabáku či soli a k dalším nepřímým daním. Francouzský celní výnos v důsledku blokády a podloudného obchodování poklesl v roce 1809 na pouhých 11,5 milionů franků oproti 51 milionům franků v roce 1806.
Válka se musela živit válkou. V letech 1806–1810 získal Napoleon formou válečných kontribucí od poražených zemí více než 1 miliardu franků. Tyto země musely nejen uhradit Francii náklady spojené s vydržováním okupačních armád, ale i otevřít své trhy bezcelnímu dovozu francouzských výrobků a poskytnout francouzskému průmyslu své zdroje surovin. Např. Prusko muselo po bitvě u Jeny zaplatit odškodnění 311 milionů franků, což představovalo polovinu běžných příjmů francouzského státu; v Itálii polovina daní vybraných v letech 1805–1812 připadla Francii.

### Další země
Kontinentální blokáda měla nepředvídaný pozitivní dopad na rakouské manufaktury, neboť se vlastně jednalo o superochranářské hospodářské opatření. Takto chráněné manufaktury se mohly rozvíjet bez britské konkurence.
Na kontinentální blokádě však velmi ztrácelo Rusko, jehož slabé hospodářství nemohlo nahradit ztráty plynoucí z ukončení dovozu anglického zboží, jako tomu bylo ve zbytku Evropy. Výsledkem byl stále zřejmější ekonomický pokles, který cara Alexandra I. donutil kontinentální blokádu časem ignorovat.

## Neúspěch blokády a ruské tažení 1812
Přes veškeré Napoleonovy snahy nedošlo k dokonale hermetickému uzavření evropského kontinentu, kontinentální blokáda nebyla důsledně uplatňována, a pozbývala tak svého významu.
Přitom došlo ke zjištění, že pašované anglické zboží se do Francie dostávalo přes Holandsko, jemuž vládl Napoleonův bratr Ludvík Bonaparte. Francouzský císař však svým výnosem v březnu 1810 nařídil okamžité uzavření holandských přístavů britským lodím, obsazení přístavních míst armádou a zabavení veškerého britského zboží na pobřeží. Jeho bratr se pod tlakem vzdal trůnu a Napoleon připojil Holandsko k Francii. Společně s ním anektoval také severozápadní Německo od dolního Rýna až po Lübeck i jižní kantony Švýcarska. Také státy Rýnského spolku byly přinuceny připojit se těsněji k francouzskému hospodářství.

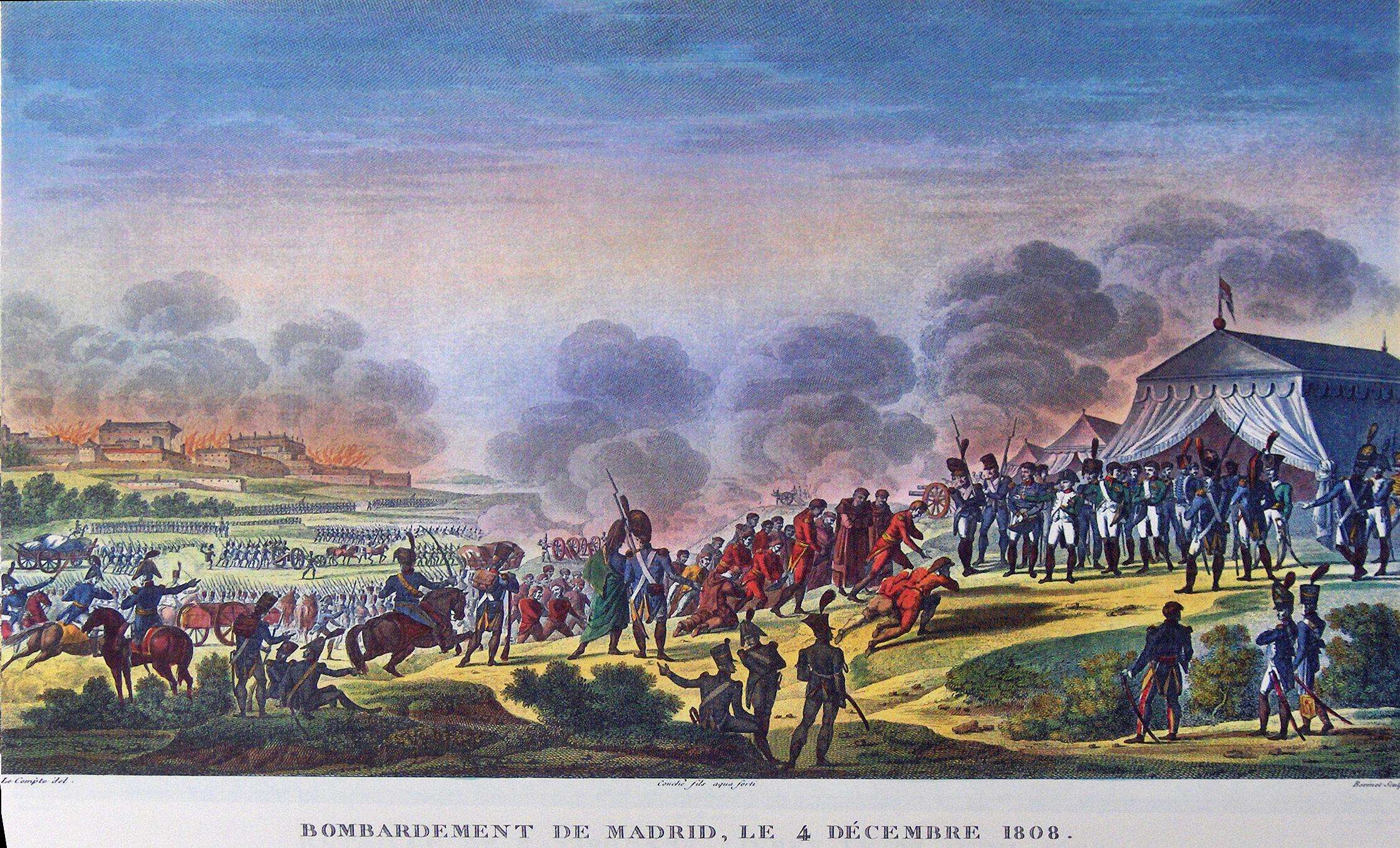
Carle Vernet a Jacques François Swebach: Obléhání Madridu 4. 12. 1808.

Blokádu porušovalo také Dánsko a Portugalsko. Dánsko bylo pokořeno, ale pokus o obsazení Portugalska vyústil v dlouholetý, vysilující boj Francouzů na Pyrenejském poloostrově – tzv. Španělskou válku. Protifrancouzské povstání v Portugalsku podpořila také britská vojska pod velením vévody z Wellingtonu. Válka probíhala v období let 1807 až 1813 a skončila zatlačením francouzské armády za Pyreneje. Kromě toho, že španělský konflikt oslabil Francii, ulevil současně britskému hospodářství. Systém kontinentální blokády tak utrpěl vážnou trhlinu, neboť právě postoj Španělska mohl výrazně ovlivnit přístup Britům na exportní trhy na Pyrenejském poloostrově, v Latinské Americe a v celém Středomoří.
V roce 1809 se Rakousko ještě jednou vzmohlo k nové válce proti Francii. Habsburská vojska zvítězila u Aspern (21.–22. května 1809), avšak v bitvě u Wagramu (5.–6. července 1809) utrpěla porážku a Schönbrunnskou mírovou smlouvou ztratilo Rakousko další území. Navíc muselo přistoupit ke kontinentální blokádě.
Dne 5. srpna 1810 nařídil Napoleon výnosem z versaillského Trianonu (tzv. Trianonský dekret) uvalit na veškeré nakoupené zboží 50% clo a do konce roku 1811 tak získal francouzský stát na clech 106 milionů franků. Dne 18. října 1810 vydal Napoleon ve Fontainebleau výnos, který šel ještě tvrději proti cizímu zboží a jehož účelem bylo úplné zničení anglického obchodu. Věděl však, že Francie také potřebuje zboží pro chod vlastního průmyslu, a proto započal s udělováním licencí některým podnikatelům na dovoz určitých produktů z ciziny do Francie a do spojeneckých zemí, z čehož získával do francouzské státní pokladny další příjmy.

Adolf Northern: Napoleonův útěk z Moskvy.

Rusko bylo francouzským spojencem jen na papíře a stále více podléhalo vlivu Velké Británie, která neúnavně usilovala o novou koalici proti Francii. Dodržování kontinentální blokády způsobovalo ruskému hospodářství těžké finanční ztráty. Rubl klesl ze své předchozí hodnoty na 67 kopějek, v roce 1810 dokonce na 25 kopějek.. Car Alexandr proto povolil vjezd neutrálním americkým lodím s anglickým zbožím do ruských přístavů. Tyto lodě pak také odvážely ruské zboží na výměnu.
Dne 23. října 1810 požádal Napoleon ruského cara, aby dodržoval svůj závazek k systému kontinentální blokády. Car však odpověděl, že Rusko nebude obchodovat s Brity, ale s neutrály ano. Současně vydal výnos, kterým uvalil na dovážené francouzské zboží (víno, alkohol, hedvábí a luxusní výrobky) neúměrně vysoká cla. Tento krok představoval výraznou ránu pro kontinentální blokádu a předznamenal neúspěch francouzského úsilí o hospodářskou likvidaci Velké Británie.
V důsledku této situace došlo k úplné roztržce mezi Francií a Ruskem. Po rozsáhlých přípravách začalo 24. června 1812 Napoleonovo ruské tažení. Podle souhlasného názoru historiků se Napoleon touto akcí dopustil svého největšího omylu. Snaha o tvrdé potrestání Ruska kvůli porušení kontinentální blokády skončila zdrcujícím neúspěchem Francie. Faktická porážka v této válce a návrat jen malé části původně velké armády (Grande armée) znamenaly začátek konce Napoleonovy říše.

## Časová osa
| 1791       |               | 1. června                                                                                            | zřízení konstitučního celního úřadu (včetně sazebníku celních poplatků)        |
| 1791       | 2. srpna      | vydání celního zákona                                                                                |                                                                                |
| 1792– 1799 |               | |                                                                                |
| 1800       |               | 18. března                                                                                           | smlouva s Neapolí                                                              |
| 1801       |               | 21. března                                                                                           | smlouva se Španělskem                                                          |
| 1801       | 16. září      | zřízení generálního ředitelství cel                                                                  |                                                                                |
| 1801       | 29. září      | smlouva s Portugalskem                                                                               |                                                                                |
| 1801       | 9. října      | smlouva s Ruskem                                                                                     |                                                                                |
| 1802       |               | 25. března                                                                                           | Amienský mír s Velkou Británií                                                 |
| 1802       | 25. června    | smlouva s Tureckem                                                                                   |                                                                                |
| 1803       |               | 8. dubna                                                                                             | prodej Louisiany Spojeným státům americkým                                     |
| 1803       | 28. dubna     | přijetí nového celního sazebníku parlamentem                                                         |                                                                                |
| 1803       | 13. května    | obnovení války s Velkou Británií                                                                     |                                                                                |
| 1804       |               | |                                                                                |
| 1805       |               | 6. června                                                                                            | anexe Janova, Parmy a Piacenzy                                                 |
| 1805       | 21. října     | vítězství britského loďstva u Trafalgaru                                                             |                                                                                |
| 1806       |               | 22. února                                                                                            | vydání výnosu zakazujícího bavlněné tkaniny z Velké Británie                   |
| 1806       | 4. března     | vydání výnosu zdaňujícího koloniální zboží                                                           |                                                                                |
| 1806       | březen        | obnovení daně ze soli                                                                                |                                                                                |
| 1806       | 30. dubna     | vyhlášení zákona o celním sazebníku                                                                  |                                                                                |
| 1806       | 21. listopadu | Berlínský dekret vyhlašující Kontinentální blokádu                                                   |                                                                                |
| 1807       |               | 7. července                                                                                          | Tylžský mír, připojení Ruska a Pruska k blokádě                                |
| 1807       | 6. září       | britské bombardování Kodaně, připojení skandinávských zemí kromě Švédska k blokádě                   |                                                                                |
| 1807       | 29. října     | smlouva z Fontainebleau mezi Francií a Španělskem o napadení Portugalska                             |                                                                                |
| 1807       | 23. listopadu | francouzsko-španělská invaze do Portugalska                                                          |                                                                                |
| 1807       | 23. listopadu | Milánský dekret nařizující konfiskaci každého plavidla, které přišlo do styku s Velkou Británií      |                                                                                |
| 1808       |               | 6. června                                                                                            | Josef Bonaparte korunován králem Španělska                                     |
| 1809       |               | duben                                                                                                | zavedení systému udělování obchodních licencí ministerstvem vnitra             |
| 1810       |               | 6. ledna                                                                                             | mírová smlouva se Švédskem a jeho připojení k blokádě                          |
| 1810       | 1. března     | stížnost USA na anglicko-francouzskou blokádu                                                        |                                                                                |
| 1810       | 9. července   | přičlenění Holandska k Francii a zábor Hanzovních měst                                               |                                                                                |
| 1810       | 5. srpna      | reforma systému licencí, nově udílených přímo císařem                                                |                                                                                |
| 1810       | 5. srpna      | Trianonský dekret uvalil 50% clo na koloniální zboží, mimo to pocházející z francouzských kolonií    |                                                                                |
| 1810       | 27. září      | stížnost Obchodní komory v Amiens na ministerstvo vnitra kvůli „skandálnímu provozu“ udílení licencí |                                                                                |
| 1810       | 19. října     | dekret z Fontainebleau nařizující pálení zabaveného britského zboží                                  |                                                                                |
| 1810       | 13. prosince  | Rusko odstoupilo od Tylžské smlouvy a přestalo dodržovat blokádu                                     |                                                                                |
| 1811       |               | 28. dubna                                                                                            | vyhlášení revokace Milánského a Berlínského dekretu pro USA                    |
| 1811       | červen        | zřízení ministerstva průmyslu a obchodu                                                              |                                                                                |
| 1812       |               | 12. června                                                                                           | přijetí zákona, který uvalil na dovoz zakázaného zboží do Francie 40% poplatek |
| 1813       |               | |                                                                                |
| 1814       |               | 4. dubna                                                                                             | francouzská prozatímní vláda formálně ukončila Kontinentální blokádu           |